# Галлі да Бібієна
Галлі да Бібієна (італ. Galli da Bibiena) — родина італійських театральних декораторів і архітекторів 17-18 століть.
- Джованні Марія Галлі (1625-1665) - батько Фердинандо Бібієна та Франческо Галлі да Бібієна, батько доньки Марії (Марія Оріана Галлі Бібієна 1656-1749 теж стала худжницею).

- Фердинандо Бібієна (Фердинандо Галлі да Бібієна 1656-1743 ) — італійський театральний декоратор.
- Франческо Галлі Бібієна (1659-1739), італійський театральний архітектор, сценограф і викладач.

## Онуки Джованні Марія Галлі
- Джузеппе Галлі Бібієна ( 1696-1757 )  — італійський художник 18 ст., син Фердинандо Бібієна
- Алессандро Галлі Бібіена (1686-1748), архітектор та художник 18 ст.
- Джузеппе Галлі Бібіена (1696-1757), італійський дизайнер 18 ст.
- Антоніо Галлі Бібіена (1697-1774), італійський архітектор 18 ст.
- Джованні Карло Галлі-Бібіена (1717-1760), архітектор та дизайнер 18 ст.

- Син  Джузеппе Галлі Бібіена (1696-1757) — Джованні Карло Галлі-Бібіена (1717-1760) теж був  архітектор та дизайнер  18 ст.